# Przepływ wielofazowy

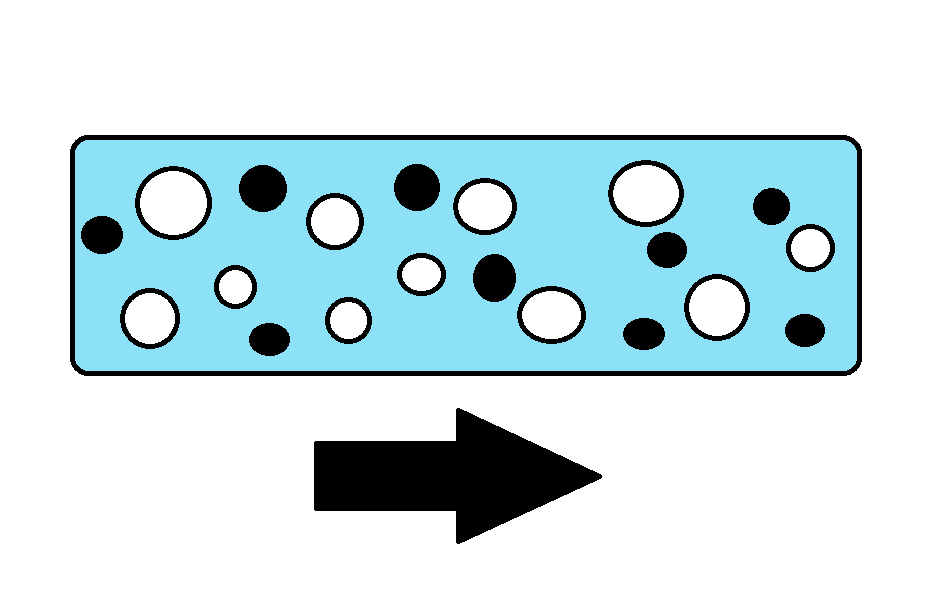
Szkic przepływu wielofazowego w rurze, gdzie fazą ciągłą jest ciecz (kolor niebieski) niosąca mniejsze cząstki. Bąbelki gazu (biały) i cząsteczki oleju (czarny) stanowią fazę rozproszoną

Przepływ wielofazowy – w mechanice płynów równoczesny przepływ materiałów o dwóch lub więcej fazach termodynamicznych. Praktycznie wszystkie techniki przetwarzania, od kawitacji w pompach i turbinach po produkcję papieru i tworzyw sztucznych, pociągają za sobą pewną formę przepływu wielofazowego. Przepływ taki jest również powszechny w wielu zjawiskach naturalnych.
Fazy mogą składać się z tej samej substancji chemicznej (np. przepływ wody i pary wodnej) lub z kilku różnych substancji (np. przepływ oleju i wody). Faza nazywana jest ciągłą, jeśli zajmuje połączony ciągły obszar albo rozproszoną, jeżeli stanowi oddzielone od siebie fragmenty przestrzeni. Faza ciągła może być gazowa lub ciekła, natomiast faza rozproszona może składać się z ciała stałego, cieczy lub gazu.

## Historia
Badania nad przepływem wielofazowym są silnie związane z rozwojem mechaniki płynów i termodynamiki. Kluczowym wczesnym osiągnięciem było odkrycie dotyczące siły wyporu płynu dokonane przez Archimedesa z Sarakuz (250 p.n.e.), znane jako Prawo Archimedesa – które jest używane w modelowaniu przepływu wielofazowego.
W połowie XX wieku powstały pierwsze modele spadku ciśnienia w przepływie dwufazowym, głównie dla przemysłu chemicznego i przetwórczego. Lockhart i Martinelli (1949) przedstawili model spadku ciśnienia tarcia w poziomie, wprowadzając parametr, który jest wykorzystywany do dziś. W latach 1950–1960 intensywne prace w sektorze lotniczym i jądrowym spowodowały dalsze badania nad przepływem dwufazowym. W latach 50. XX wieku radziecki naukowiec Teletow jako jeden z pierwszych rozpoczął systematyczne badania przepływu dwufazowego. Baker (1965) przeprowadził badania nad strukturami przepływu pionowego.
Od lat 70. XX w. przepływ wielofazowy, zwłaszcza w kontekście przemysłu naftowego, był szeroko badany ze względu na rosnącą zależność gospodarki światowej od ropy naftowej.
Lata osiemdziesiąte to dalsze postępy w modelowaniu struktur przepływu wielofazowego przy różnych pochyleniach i średnicach rur oraz przy różnych ciśnieniach. Rozwój w dziedzinie mocy obliczeniowej komputerów w latach 90. pozwoliły na stosowanie coraz bardziej złożonych technik modelowania przepływu wielofazowego, a zagadnienia, które wcześniej były ograniczane do problemów jednowymiarowych, można było rozszerzyć do modeli trójwymiarowych.
Projekty rozwoju technologii wielofazowego pomiaru przepływu (MFM od ang. multiphase flow metering), stosowanej do pomiaru szybkości przepływu poszczególnych faz, pojawiły się w latach 90. XX wieku. Impulsem do rozwoju tej technologii był prognozowany spadek produkcji paliwa z głównych pól naftowych na Morzu Północnym. Rozwiązania firm naftowych, które stworzyły wczesne prototypy, takich jak BP i Texaco, stały się obecnie szeroko dostępne i stanowią podstawę dla nowych badań w dziedzinie.

## Przykłady

### Zjawiska naturalne
Deszcz, śnieg, mgła, lawina, błoto, transport osadów, erupcja wulkanu, gejzer i rumowisko rzeczne to przykłady przepływu wielofazowego. W przypadku transportu osadów w rzekach zawieszone cząstki stanowią fazę rozproszona i przemieszczają się wraz z wodą, która pełni rolę płynnej fazy ciągłej.
Z przykładami przepływu wielofazowego na mniejszą skalę można spotkać się w strukturach porowatych. Prawo Darcy'ego dla przepływów wielofazowych umożliwia obliczanie objętościowego natężenia przepływu przez porowate media, takie jak przepływ wód gruntowych przez skały.
Wewnątrz organizmów żywych również natrafić można na przykłady przepływów wielofazowych, takie jak przepływ krwi (osocze jest fazą ciągłą, a czerwone krwinki tworzą rozproszoną fazę stałą) albo przepływy w przewodzie pokarmowym (stałe cząstki pokarmu zanurzone w sokach trawiennych).

### Przemysł
Szacuje się, że połowa produkcji w nowoczesnym społeczeństwie przemysłowym opiera się na procesach z udziałem przepływów wielofazowych.
Typowym przykładem jest złoże fluidalne, czyli nisko emisyjna metoda spalania paliw stałych, w której dzięki kontrolowanemu przepływowi sprężonego powietrza, rozdrobniona substancja stała zachowuje się jak płyn.
Dalsze przykłady obejmują przepływ pęcherzyków pary wodnej w układach chłodzenia w reaktorach jądrowych, przepływ cząstek gazu w komorach spalania i przepływ zawiesiny włókien w przemyśle celulozowo-papierniczym.
W przemyśle petrochemicznym przepływ wielofazowy przyjmuje postać jednoczesnego przepływu oleju, wody i gazu.